# سیارک ۱۵۰۱۹
سیارک ۱۵۰۱۹ (به انگلیسی: 15019 Gingold، نامگذاری:1998SW75) پانزده هزار و نوزدهمین سیارک کشف شده‌است که در ۲۹ سپتامبر ۱۹۹۸ کشف شد.
قدر مطلق سیارک برابر ۱۵.۵ است.